# Пятнистая совка
Пятнистая совка (лат. Otus spilocephalus) — вид птиц рода совок семейства совиных. Распространён в горных районах южной, юго-восточной и восточной Азии.

## Описание
Пятнистая совка имеет длину от 17 до 21 см, массу от 50 до 112 г. Низ беловатый. Он покрыт красновато-коричневыми полосами с небольшими чёрными и белыми точками. Глаза золотисто-жёлтые или зеленовато-жёлтые.

## Образ жизни
Предпочитает влажные леса на высотах около 1200 метров, иногда «поднимаясь» до 3000 метров. Пищу пятнистых совок составляют жуки, мотыльки и другие насекомые.

## Распространение
Пятнистая совка имеет широкий ареал от предгорий Гималаев на северо-западе до Больших Зондских островов на юго-востоке. O. s. spilocephalus встречается от Непала и Ассама до Мьянмы.